# Hemithyrsocera gressitti
Hemithyrsocera gressitti är en kackerlacksart som först beskrevs av Roth, L. M. 1985.  Hemithyrsocera gressitti ingår i släktet Hemithyrsocera och familjen småkackerlackor. Inga underarter finns listade i Catalogue of Life.